# Eilema cuneata
Eilema cuneata är en fjärilsart som beskrevs av Embrik Strand 1912. Eilema cuneata ingår i släktet Eilema och familjen björnspinnare. Inga underarter finns listade i Catalogue of Life.